# Taaningichthys bathyphilus
Taaningichthys bathyphilus és una espècie de peix de la família dels mictòfids i de l'ordre dels mictofiformes.

## Morfologia
- Els mascles poden assolir 8 cm de longitud total.[4][5]

## Hàbitat
És un peix marí i d'aigües profundes que viu entre 400-1.550 m de fondària.

## Distribució geogràfica
Es troba a tots els oceans entre 43°N i 68°S, incloent-hi el Mar de la Xina Meridional.